# نورمان كوهين
نورمان روفوس كولن كوهين (12 يناير 1915 - 31 يوليو 2007 م) المؤرخ والكاتب الذي قضى أربعة عشر عاما كعضو في إدارة الأكاديمية البريطانية وكأستاذ بجامعة ساسكس 

## روابط خارجية
- نورمان كوهين على موقع IMDb (الإنجليزية)